# Çeşme

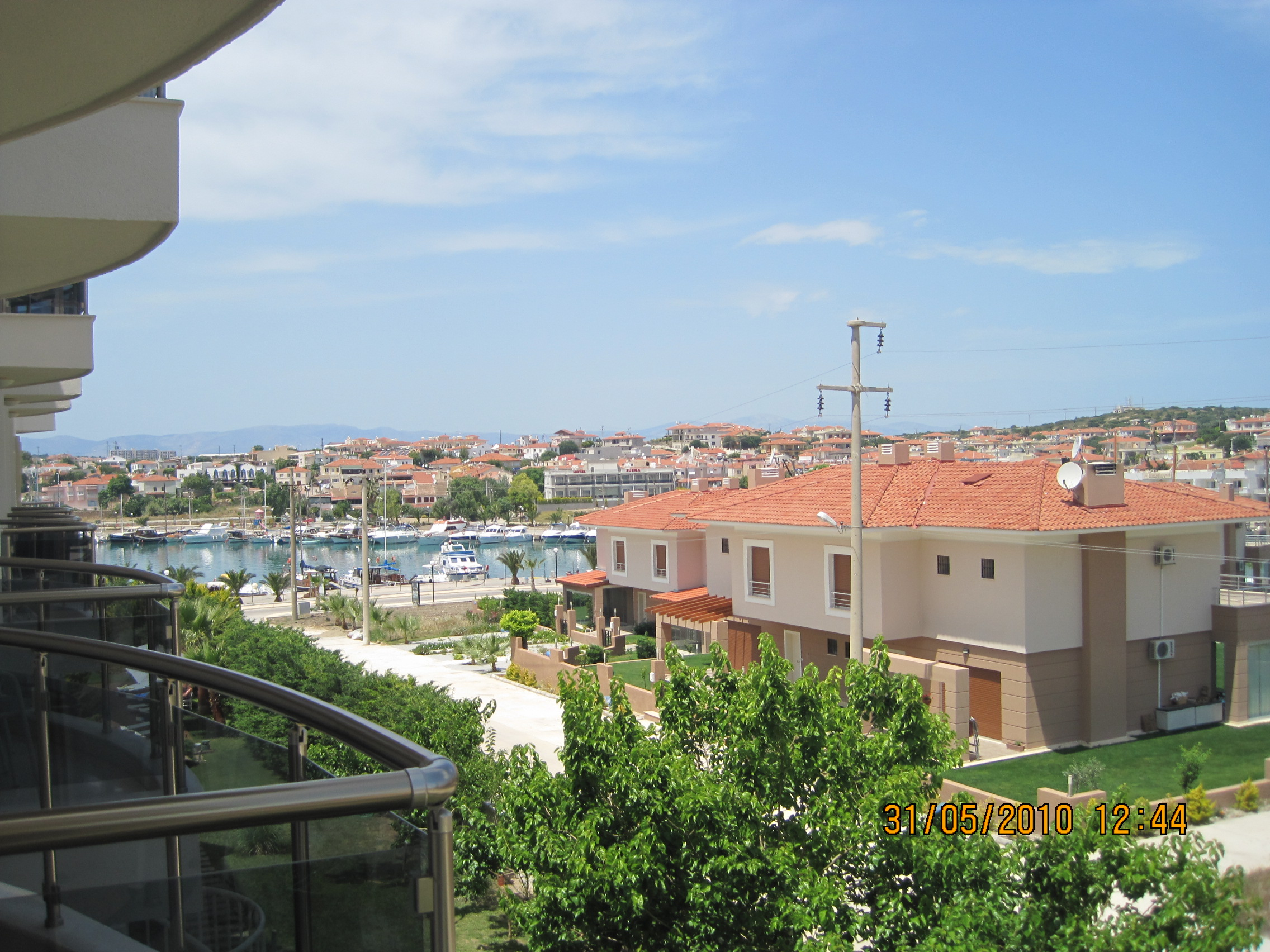
Çeşme Stadtteil Ovacık

Çeşme [ˈtʃɛʃmɛ] (griechisch Κρήνη Kríni (f. sg.), deutsch früher auch Tschesme oder Tscheschme) ist eine Stadtgemeinde (Belediye) im gleichnamigen Ilçe (Landkreis) der Provinz Izmir in der türkischen Ägäisregion und gleichzeitig ein Stadtbezirk der 1984 gebildeten Büyükşehir belediyesi İzmir (Großstadtgemeinde/Metropolprovinz). Seit der Gebietsreform ab 2013 ist die Gemeinde flächen- und einwohnermäßig identisch mit dem Landkreis.
Çeşme ist ein Ferienort und liegt etwa 80 Kilometer westlich des Zentrums von Izmir auf der gleichnamigen Halbinsel (türkisch Çeşme Yarımadası). Es ist der westlichste Kreis/Stadtbezirk der Provinz und die Entfernung über die Ägäis zur griechischen Insel Chios beträgt nur sieben Kilometer. Der Name Çeşme (türkisch für „Brunnen“) leitet sich von der großen Zahl derselben ab.

## Verwaltung
Çeşme bestand schon vor Gründung der türkischen Republik (1923) in der Provinz (Vilâyet) Smyrna als eigenständiger Kreis (oder Kaza als Vorgänger). Er konnte bei der ersten Volkszählung 1927 auf eine Einwohnerschaft von 9.797 (auf 590 km² in 17 Dörfern) verweisen, 3.214 Einwohner hatte der Verwaltungssitz Tchéchmé (damalige, an das französisch angelehnte Schreibweise, vgl.).
(Bis) Ende 2012 bestand der Landkreis neben der Kreisstadt aus der Stadtgemeinde (Belediye) Alaçatı sowie vier Dörfern (Köy), die während der Verwaltungsreform 2013/2014 in Mahalle (Stadtviertel/Ortsteile) überführt wurden. Die 20 Mahalle der Kreisstadt blieben unverändert erhalten, während die sechs Mahalle von Alaçatı zu einem vereint wurden. Den Mahalle steht ein Muhtar als oberster Beamter vor.
Ende 2020 lebten durchschnittlich 1.844 Menschen in jedem Mahalle, 10.409 Einw. im bevölkerungsreichsten (Alaçatı Mah.).

## Geschichte
Wie die Ausgrabungen am seit 2009 systematisch erforschten archäologischen Fundort Çeşme Bağlararasi, etwa 200 Meter östlich des Hafens gelegen, ergaben, befand sich bereits in vorgeschichtlicher Zeit eine Siedlung auf dem Boden der heutigen Stadt, deren Anfänge mindestens bis in die Mitte des 3. Jahrtausends v. Chr. zurückreichen. Die frühbronzezeitliche Siedlung des 3. Jahrtausends erbrachte für jene Zeit typisches westanatolisches Fundgut. Nachdem der Ort längere Zeit unbesiedelt gewesen war, entstand im 2. Jahrtausend v. Chr. eine neue Siedlung, die intensive Handelsbeziehungen zur minoischen Kultur Kretas unterhielt und ein wichtiger Handelshafen war, wie viele u. a. minoische Funde belegen. Diese Siedlung bestand bis ins 3. Viertel des 2. Jahrtausends v. Chr. Ende 2021 wurde über den Fund des Çeşme-Manns und eines Hundes publiziert, die demnach durch die erste von vier Tsunamiwellen, von der Minoischen Eruption auf Santorin aus 227 km Entfernung stammend in einem Haus verschüttet wurden. Nachdem rasch nach ihnen gegraben worden war, wurde die Stelle von weiteren Ablagerungen nach Tsunamis nochmals verschüttet. Es wechseln sich Asche- und Geröllschichten ab.
In der Neuzeit historisch bedeutsam wurde der Ort durch die Seeschlacht von Çeşme vom 5. bis 7. Juli 1770, in der die osmanische Flotte von der Flotte Russlands vernichtet wurde. Dieses Ereignis wurde durch Jakob Philipp Hackert im Auftrage der Zarin Katharina II. gemalt. Da er jedoch keine Seeschlacht erlebt hatte, wurde dem in Italien ansässigen Hackert eine alte Fregatte ausgesucht und dort in die Luft gesprengt, damit er davon sich einen Eindruck machen konnte. Das war möglich, weil die russische Flotte gerade anwesend war. Dieses Ereignis war spektakulär. Der Zyklus der Seeschlacht geriet Hackert zur Zufriedenheit der Zarin. Gleichwohl erfuhr die Darstellung der brennenden türkischen Fregatte durch Hackert wegen unrichtiger Darstellung von den Zeitgenossen auch Kritik. Auch der Russe Iwan Aiwasowski malte diese Seeschlacht.
Nach Çeşme wurde zu Ehren der Schlacht Mitte des 19. Jahrhunderts in der im Russischen üblichen Namensform eine Kosakensiedlung östlich des Ural benannt, das heutige Rajonverwaltungszentrum Tschesma in der Oblast Tscheljabinsk.
Beim Erdbeben von Chios 1881 kamen etwa 50 Menschen in der Stadt ums Leben. Rund 1000 Häuser in der Stadt wurden zerstört und weitere 1600 beschädigt.
Bis zum Bevölkerungsaustausch zwischen der Türkei und Griechenland machten griechisch-orthodoxe Einwohner die Bevölkerungsmehrheit aus. Nach deren Vertreibung ließen sich meist muslimische Einwanderer aus Rumelien in die Stadt und deren Umgebung nieder.

## Wirtschaft und Infrastruktur
Viele Türken aus Izmir und Istanbul haben in Çeşme Ferienhäuser und verbringen ihre Wochenenden und einen Großteil der Sommermonate dort. Seit dem Bau der Autobahn von Izmir nach Çeşme (O-32) hat sich die Anfahrtszeit erheblich verkürzt. Çeşme hat sich etwa seit der Jahrtausendwende zu einem der populärsten Ferienorte vor allem für Einheimische und Auslandstürken entwickelt und gilt als sehr exklusiv.